# کوره هوا داغ

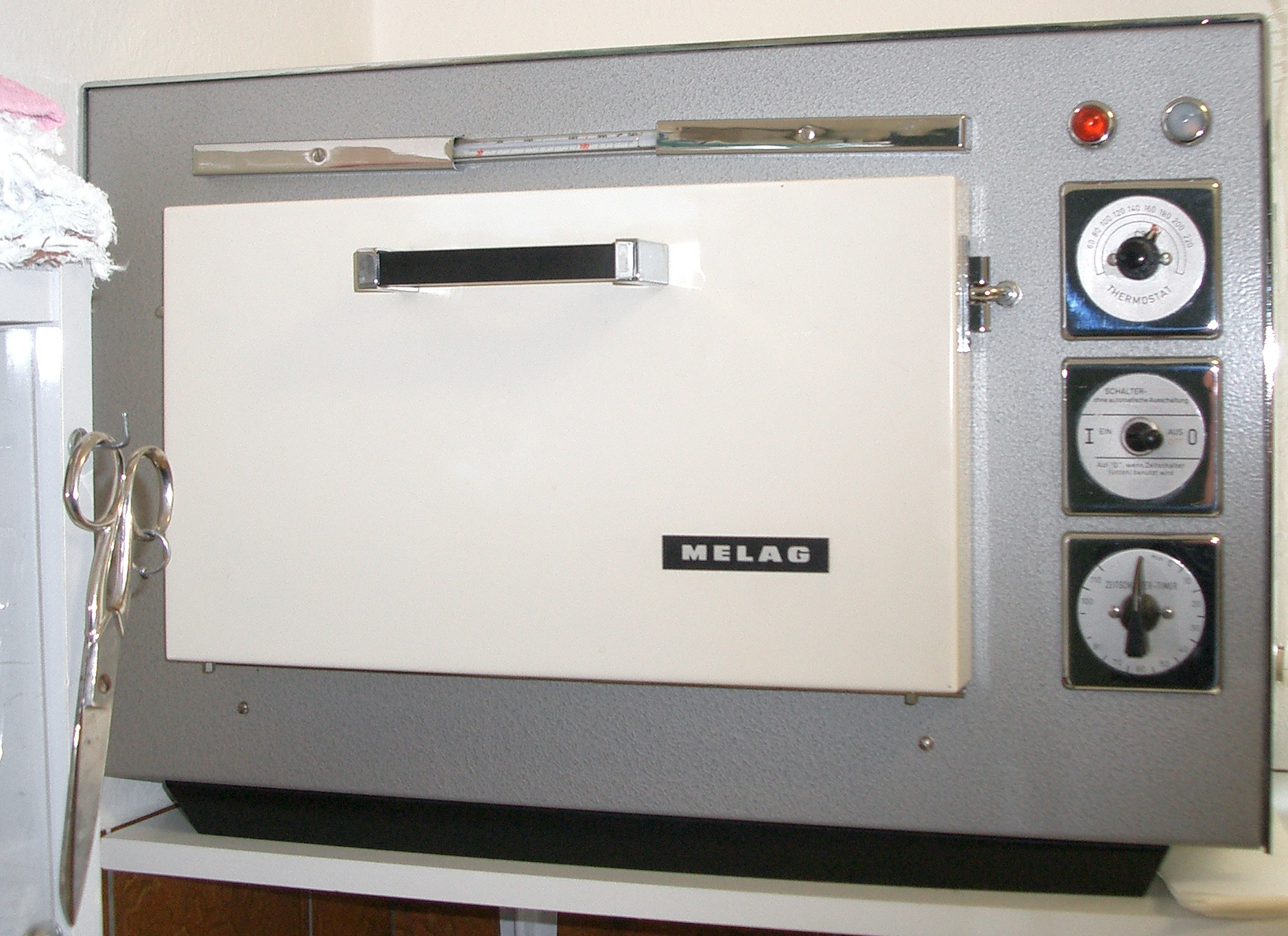
دستگاه استریلاسیون

آون هوای داغ (به انگلیسی: Hot air oven) یا اجاق گرمای خشک در پزشکی نام دستگاهی برای ضدعفونی و استریلیزاسیون تجهیزات و وسایل فلزی می‌باشد.
عموماً در رده دمایی ۵۰ الی ۳۰۰ درجه سانتیگراد کاربرد دارند و توسط ترموستات می‌توان بنا به شرایط مورد نیاز درجه گرما را کنترل کرد. بدنه یک فور دارای دو جداره است که در صرفه جویی انرژی بسیار مؤثر است، لایه داخلی که یک رسانای ضعیف حرارتی و لایه بیرونی فلزی است. در برخی دستگاه‌ها در فضای میان دو دیواره به کمک عایق پر شده‌است و توسط پنکه‌های ویژه٬ جریان هوا در داخل دستگاه گردش می‌کند تا کمکی در توزیع یکنواخت حرارت باشد.
ظرفیت این اجاق‌ها بسته به کاربردشان در مطب‌ها یا آزمایشگاه‌ها متفاوت است.
ثابت شده‌است که جریان گرمای خشک نمی‌تواند تمامی میکروارگانیسم‌ها از جمله پریون و اندواسپور باکتریها را از بین ببرد، زیرا این دستگاه نفوذپذیری ضعیفی دارد. در جایی که نیاز به محیط کاملاً استریل با ضریب بالا باشد از دستگاه‌هایی با فشار بالای بخار آب به همراه دما( اتوکلاو)استفاده می‌شود.مزیت استفاده از آن این است که موجب زنگ زدگی وسایل جراحی نمی شود و لبه تیز وسایل ( اسکالپ ها) را کند نمی‌کند.